# Focjusz (metropolita kijowski)
Focjusz (ur. w XIV w. w Monemwasii, zm. 1 czerwca 1431) – metropolita kijowski w latach 1408–1431, od 1415 do 1420 kierujący faktycznie jedynie ruską częścią metropolii, po wyborze Grzegorza Cambłaka na metropolitę litewskiego.

## Życiorys
Grek z pochodzenia, we wczesnej młodości miał zostać uczniem duchowym starca Akacjusza, późniejszego metropolity monemwasyjskiego, i złożyć przed nim wieczyste śluby mnisze. Po objęciu przez Akacjusza godności metropolity był nadal jego współpracownikiem. W 1408, według hagiografii nieoczekiwanie i wbrew swoim protestom, został w Konstantynopolu wyświęcony na metropolitę kijowskiego i całej Rusi. Najprawdopodobniej w tym samym czasie w Konstantynopolu przebywało poselstwo od wielkiego księcia moskiewskiego, oczekując na wyznaczenie następcy zmarłego metropolity Cypriana. Zadaniem nowo wybranego hierarchy było niedopuszczenie do podziału metropolii kijowskiej i wyodrębnienia się metropolii litewskiej jako odrębnej prowincji kościelnej.
Focjusz przybył do Kijowa 1 września 1409, po czym wiosną roku następnego udał się do Moskwy. Praktycznie od początku sprawowania urzędu metropolity pozostawał w konflikcie z wielkim księciem litewskim Witoldem i królem polskim Władysławem Jagiełłą, dla których zdaniem Mironowicza nieakceptowalna była procedura mianowania metropolitów kijowskich. Ponadto Focjusz reprezentował poglądy jednoznacznie antykatolickie i promoskiewskie.
Po przybyciu do Moskwy Focjusz apelował do wielkiego księcia moskiewskiego Wasyla I o zwrot majątków metropolii kijowskiej, z częściowym sukcesem. W latach 1411–1412 po raz ostatni odbył wizytę duszpasterską w litewskiej części metropolii. Zdaniem Antoniego Mironowicza Focjusz zaniedbywał te ziemie, wywożąc z nich kosztowności cerkiewne i pobierając wysokie opłaty, które następnie kierował do Moskwy. W 1412 spotkał się z jawną wrogością ze strony wielkiego księcia Witolda i Władysława Jagiełły. Dwa lata później, w czasie kolejnej wizytacji na Litwie, został przez Witolda wypędzony. W roku następnym Witold próbował doprowadzić do oficjalnego zatwierdzenia przez Patriarchat Konstantynopolitański odrębnej metropolii litewskiej, a gdy patriarcha odmówił, doprowadził do wyboru Grzegorza Cambłaka na metropolitę przez synod biskupów rezydujących na ziemiach litewskich. Focjusz nie pogodził się z tym faktem i ekskomunikował Grzegorza. Zyskał poparcie patriarchy.
W 1420, rok po śmierci metropolity Grzegorza, Focjusz ponownie udał się do Wielkiego Księstwa Litewskiego, a po rozmowach z wielkim księciem Witoldem uzyskał uznanie przez niego swojej jurysdykcji nad całą metropolią kijowską. Witold pragnął znormalizować swoje stosunki z Moskwą i traktował porozumienie z Focjuszem jako jeden ze środków na drodze do tego celu. Poprawne relacje między władcą Litwy a metropolitą trwały do śmierci duchownego w 1431.
Focjusz zmarł w 1431 i został pochowany w soborze Zaśnięcia Matki Bożej obok metropolity Cypriana. Czczony jako święty przez Rosyjski Kościół Prawosławny.
Autor listów pasterskich i pouczeń.